# Kanarenschmätzer
Der Kanarenschmätzer (Saxicola dacotiae) ist eine Singvogelart aus der Familie der Fliegenschnäpper (Muscicapidae). Er kommt lediglich auf der Kanareninsel Fuerteventura vor. Der Gesamtbestand wird laut einer Schätzung von 2006 auf etwa 14.000 Individuen, nach einer anderen von 2010 auf 550–950 Brutpaare geschätzt. Die Art wird von der IUCN aufgrund der beschränkten Verbreitung auf der Vorwarnliste (near threatened) geführt.

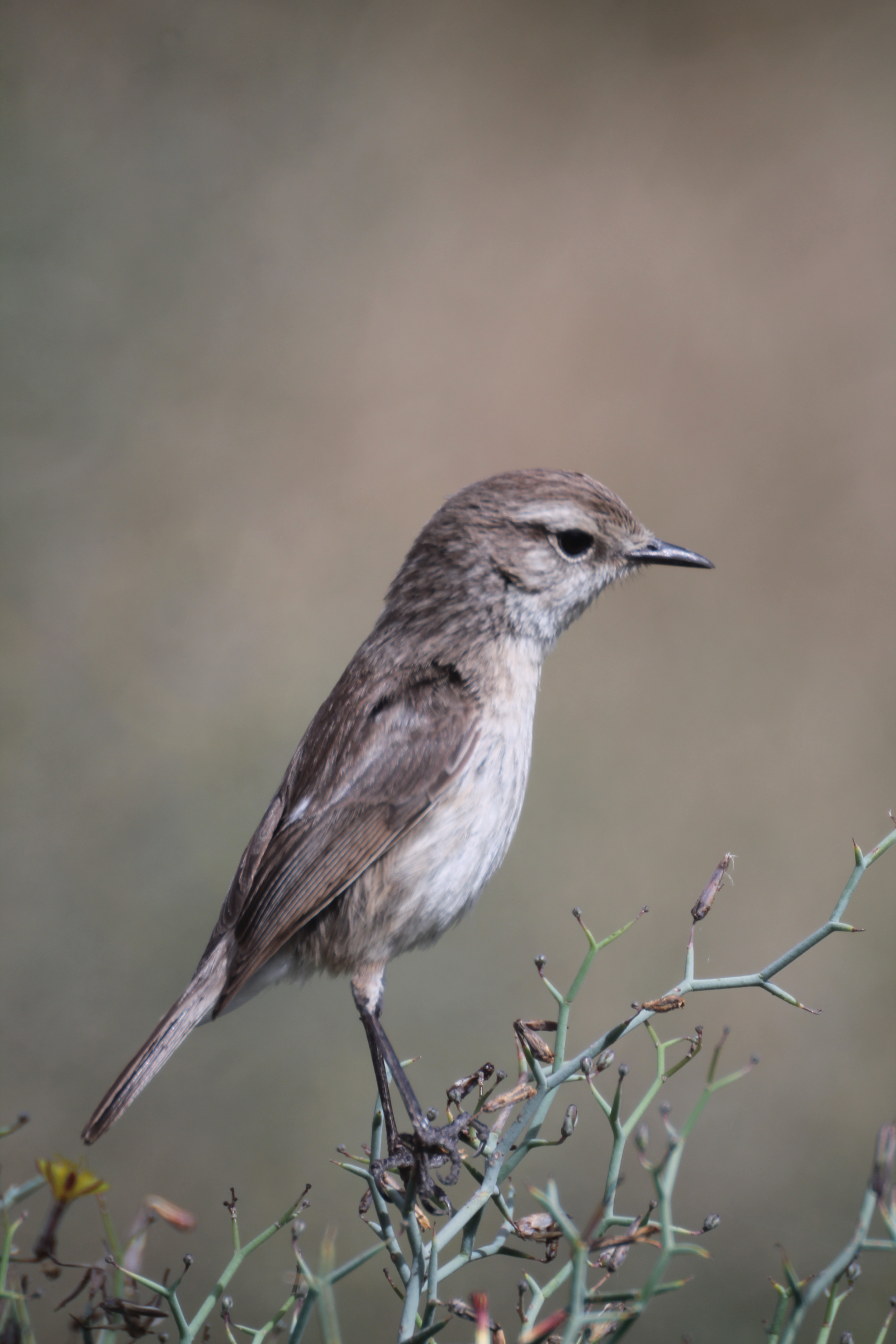
Weibchen

## Beschreibung
Der Kanarenschmätzer ist mit 11–12,5 cm Körperlänge geringfügig kleiner als ein Rotkehlchen. Er ähnelt stark dem Schwarzkehlchen und wurde oft als Unterart desselben angesehen.
Der Kopf des adulten Männchens ist überwiegend schwärzlich gefärbt. Dazu kontrastieren ein sehr feiner, weißer Überaugenstreif und ein breites weißes Halsband, das im Nacken unterbrochen ist und über die Halsseiten bis auf die weiße Kehle reicht. Die orange Färbung der Brust ist weniger ausgedehnt als beim Schwarzkehlchen, die Brustseiten sind breiter weiß. Die Färbung läuft zum Bauch hin in das Weiß der übrigen Unterseite aus. Der Bürzel ist gräulich braun gefärbt, zum Schwanz hin etwas heller und orange getönt; ansonsten ähnelt die übrige Oberseite stark der des Schwarzkehlchens. Die überwiegend schwärzliche Färbung des Rückens ist mit zimtbraunen Federsäumen durchsetzt, die den Vogel im frischen Gefieder bräunlich wirken lassen, sich jedoch im Laufe der Zeit abnutzen. Hand- und Armschwingen sind braun mit schmalen zimtbraunen Säumen an den Außenfahnen. Die Oberflügeldecken sind schwarz mit hellen bis zimtbraunen Spitzensäumen. Die inneren Großen Armdecken sowie die mittleren und inneren Mittleren Armdecken sind teilweise weiß gefärbt und bilden ein weißes Querband am Flügelansatz, das teilweise auch bei zusammengelegtem Flügel zu sehen ist. Die Steuerfedern sind schwarz mit zimtbraunen Säumen. Beine und Füße sind schwarz.
Das Weibchen ist oberseits dunkelbraun-schwärzlich gestrichelt. Der Bürzel ist gräulich. Der beigebraune Überaugenstreif ist oft nur schwach ausgeprägt. Die Unterseite ist bräunlich beige. Im frischen Gefieder wirkt die Oberseite heller und gräulicher, die Unterseite wärmer beigebraun und der Bürzel gelblich braun.
Vögel im Jugendkleid ähneln Weibchen im frischen Gefieder mit gelblichbrauner Strichelung auf der Oberseite und schwärzlicher Sprenkelung auf der Brust.

## Stimme
Der Gesang ähnelt dem des Schwarzkehlchens. Er kann als raues bik bisi bisiu beschrieben werden, das aber oft stark variiert wird. Bei Singflügen werden häufig ein weiches, lerchenähnliches liu und ein hartes, kratzendes skriez eingeflochten, die auch oft, beispielsweise als liu liu liu skriez, gereiht werden. Als Alarm- und Kontaktruf wird ein zartes, hohes sieht oder suiet beschrieben sowie als Ruf bei großer Aufregung ein hartes tschapp. Beide werden vor allem am Nest auch kombiniert. Bei äußerster Aufregung ist zudem ein leise kratzender Ruf zu vernehmen.

## Verbreitung und Bestand
Der Kanarenschmätzer ist auf Fuerteventura endemisch und ist dort Standvogel. Bis 1913 soll es auf Alegranza und Montaña Clara (nördlich von Lanzarote) einen Brutbestand gegeben haben. Diese Annahme ist jedoch sehr unsicher. Wahrscheinlicher ist, dass es sich um eine zeitweilige Ansiedlung nach guten Bruterfolgen und daran anschließenden Dismigrationen von Fuerteventura aus handelte. Dokumentiert ist nämlich, dass der Bestand dort zwischen 1902 und 1904 auf einem Tiefpunkt war, 1914 aber wieder ein Maximum erreicht hatte.
Die Bestandsschätzungen, die in mehreren Jahren seit 1985 veröffentlicht wurden, weichen teils stark voneinander ab, was vermutlich weniger auf Bestandsveränderungen, sondern auf unterschiedliche Erfassungsmethoden zurückzuführen ist. 1985 wurde der Bestand auf 650–850 Brutpaare geschätzt, 2005/2006 auf 14.436 Individuen. 2008 wurden 1035 Vögel gezählt, was vermutlich aufgrund der verwendeten Methodik den tatsächlichen Bestand deutlich unterschätzt. Andere Autoren gingen daher 2010 von 550–950 Brutpaaren aus.
Vermutlich unterliegt die Population generell deutlichen, wetterbedingten Schwankungen. Besonders trockene Jahre wirken sich vermutlich stark negativ aus; nach aufeinanderfolgenden Jahren mit ausgiebigen Regenfällen steigt der Bestand möglicherweise wieder deutlich an. Negative Einflüsse hat die stark zunehmende touristische Nutzung der Insel, wenn sich diese Entwicklung auch in jüngster Zeit wieder etwas entschleunigt hat. Durch Erschließung neuen Baulands für Hotelanlagen, Golfplätze oder Industriegebiete und die zunehmende Desertifikation aufgrund des steigenden Wasserverbrauchs werden vielerorts geeignete Lebensräume zerstört. Weitere negative Faktoren sind die ausgedehnte Beweidung der Landschaft mit Ziegen oder anderen Nutztieren und das vermehrte Prädationsrisiko durch eingeführte Säugetiere. In der Nähe von Ortschaften sind dies häufig Hauskatzen, andernorts spielen Hausratten, Atlashörnchen und Nordafrikanischer Igel (Atelerix algirus) als Nesträuber eine Rolle. Welche Auswirkungen diese Faktoren auf den Bruterfolg haben, ist kaum erforscht.
In Spanien wird die Art auf der nationalen Roten Liste als „stark gefährdet“ geführt. Bis 2010 wurde sie von der IUCN ebenfalls als stark gefährdet (endangered) angesehen, 2011 jedoch trotz negativen Bestandstrends auf die Vorwarnliste (near threatened) zurückgesetzt.

## Lebensraum
Der Kanarenschmätzer besiedelt felsige Hänge mit strauchiger Vegetation, die typischerweise aus Strauch-Dornlattich (Launaea arborescens), Wurmförmigem Salzkraut (Salsola vermiculata) und Sparrigem Bocksdorn (Lycium intricatum), manchmal auch Stumpfblättriger Wolfsmilch (Euphorbia obtusifolia), Blaugrünem Tabak (Nicotiana glauca) oder Oleanderblättriger Kleinie (Kleinia neriifolia) besteht. Außerdem ist die Art an den Rändern bewachsener Lavafelder („malpaíses“), Bachbetten („barrancos“) mit Tamariskenbewuchs, im Kulturland, auf Brachflächen und in verwilderten Gärten zu finden. Zur Nahrungssuche werden ausschließlich Geröllhalden oder steinige Bachbetten aufgesucht, Lavafelder oder Sanddünen jedoch gemieden. Bevorzugt werden dabei Habitate mit vereinzelten, hohen Gebüschen und relativ großen Felsblöcken, verhältnismäßig steilen Hängen, viel Grasbewuchs und wenig Geröll.

## Ernährung
Die Nahrung besteht aus Wirbellosen wie Raupen, Ameisen, Schlupfwespen, Fliegen, Hundertfüßern, Käfern und Spinnen. An die Nestlinge werden Heuschrecken, Schmetterlingen und Fliegen verfüttert. Bei der Nahrungssuche sitzt der Vogel meist auf einer niedrigen Warte und stößt in kurzen Fangflügen auf den Boden herab. Manchmal werden auch fliegende Insekten erbeutet oder Beutetiere hüpfend auf dem Boden verfolgt.

## Fortpflanzung
Der Beginn der Brutzeit korreliert mit Zeitpunkt und Umfang der winterlichen Regenfälle. Er liegt manchmal im Januar, meist aber zwischen Mitte Februar und Ende März. Unselbständige Junge wurden teils noch im Mai beobachtet. Zwei Jahresbruten sind selten und treten vermutlich nur nach besonders feuchten Winterhalbjahren auf. Einige Beobachtungen deuten auf eine Zusammenarbeit mancher Paare beim Brutgeschehen hin. So wurden Junge von fremden Vögeln beiderlei Geschlechts versorgt oder nach dem Ausfliegen begleitet.
Das Nest wird vom Weibchen gebaut und ist ein fester Napf, der am Boden zwischen Steinen oder Felsen, in Kaktusdickichten, unter Sträuchern oder Grasbüscheln, am Fuß von Mauern oder im Geröll von Bachbetten steht und nicht selten von darüberliegenden Strukturen wie Felsen oder Sträuchern verdeckt wird. Es besteht aus Gras, Pflanzenstängeln oder Fasern. Häufig wird Salzkraut verbaut. Die Polsterung besteht aus Wolle oder Ziegenhaaren.
Das Gelege besteht aus 2–5, meist aber 4 Eiern von etwa 18 × 14 mm Größe, deren Oberfläche glatt und glänzend ist. Sie sind matt grünlich blau gefärbt und fein rötlich braun gesprenkelt. Die Sprenkelung verdichtet sich oft am stumpfen Pol. Die Bebrütung obliegt allein dem Weibchen, beginnt nach dem letzten Ei und dauert 13–15 Tage.
Die Nestlingszeit dauert 16–18 Tage. Wie lange die Jungvögel nach dem Ausfliegen noch versorgt werden, ist unklar. In einem Fall schlüpften die Jungen einer Zweitbrut bereits 23 Tage nach dem Ausfliegen der ersten.

## Systematik
Der Kanarenschmätzer wurde lange Zeit als Unterart des Schwarzkehlchen (damals Saxicola torquatus) angesehen. Untersuchungen der mitochondrialen DNA ergaben jedoch, dass dieser Komplex in mehrere Arten aufgegliedert werden kann. Dabei bildet der Kanarenschmätzer ein Schwestertaxon zum Europäischen Schwarzkehlchen (Saxicola rubicola), während die beiden als Gruppe wiederum nah mit dem Sibirischen Schwarzkehlchen (Saxicola maura) verwandt sind. Das Afrikanische Schwarzkehlchen (Saxicola torquatus, die bisherige Nominatform) ist hingegen näher mit dem Réunionschwarzkehlchen (Saxicola tectes) verwandt. Der Kanarenschmätzer ist vermutlich aus einer Population Europäischer Schwarzkehlchen aus Europa oder Nordafrika hervorgegangen. Die Abspaltung erfolgte vermutlich vor etwa 1,3–1,7 Millionen Jahren.
Der Kanarenschmätzer wurde 1889 von Edmund Meade-Waldo als Pratincola dacotiae erstbeschrieben. Das Typusexemplar stammte von Fuerteventura. 1913 wurden auf den Lanzarote vorgelagerten Inseln Montaña Clara und Alegranza mehrere Exemplare gesammelt und von David Armitage Bannerman als Unterart murielae beschrieben. Es ist aber zu vermuten, dass es sich hier nicht um eine eigenständige Brutpopulation handelte, sondern um von Fuerteventura zeitweilig eingeflogene Vögel. Die Art wird also als monotypisch angesehen.